# لودویک وبر
لودویک وبر (چکی: Ludvík Vébr؛ زادهٔ ۲۰ آوریل ۱۹۶۰) قایقران روئینگ اهل چکسلواکی بود.